# The Argyll and Sutherland Highlanders of Canada (Princess Louise's)
The Argyll and Sutherland Highlanders of Canada (Princess Louise's) sont un régiment d'infanterie de la Première réserve de l'Armée canadienne qui fait partie du 31e Groupe-brigade du Canada au sein de la 4e Division du Canada. Il est stationné à Hamilton en Ontario.
L'unité a été créée en 1903 sous le nom de « 91st "Highlanders" ». Elle adopta son nom actuel en 1927. En 1936, le régiment fusionna avec le 3e Bataillon de mitrailleuses du Corps de mitrailleuses canadien. Lors de la Seconde Guerre mondiale, en 1940, le régiment mobilisa un bataillon pour le service actif qui servit en Jamaïque et dans le Nord-Ouest de l'Europe.
En plus de sa propre histoire et de celle du 3e Bataillon de mitrailleuses, The Argyll and Sutherland Highlanders of Canada (Princess Louise's) perpétuent l'héritage de deux bataillons du Corps expéditionnaire canadien (CEC) de la Première Guerre mondiale : les 19e et 173e Bataillon « outre-mer », CEC.

## Rôle et organisation

Insigne distinctif de la 4e Division du Canada

The Argyll and Sutherland Highlanders of Canada (Princess Louise's) sont un régiment d'infanterie stationné à Hamilton en Ontario. Il fait partie du 31e Groupe-brigade du Canada, un groupe-brigade de la Première réserve de l'Armée canadienne qui fait lui-même partie de la 4e Division du Canada.
Tout comme c'est le cas pour les autres unités de la Première réserve de l'Armée canadienne, le rôle des Argyll and Sutherland Highlanders of Canada (Princess Louise's) est de former des soldats à temps partiel afin de servir de renfort lors des opérations des Forces armées canadiennes ainsi que d'être prêts pour le service actif pour appuyer les autorités civiles lors de catastrophes naturelles dans la région locale.

## Histoire

### Origines
L'unité a été officiellement créée le 1er septembre 1903 à Hamilton en Ontario en tant que 91st "Highlanders". Son premier commandant a été le lieutenant-colonel William Alexander Logie.

### Seconde Guerre mondiale

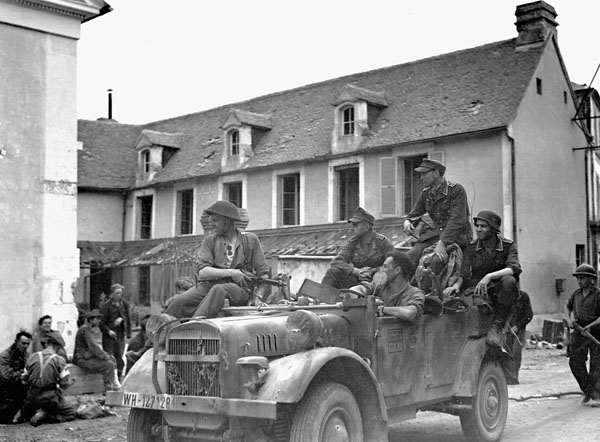
Des membres des Argyll and Sutherland Highlanders of Canada (Princess Louise's) dans un camion allemand capturé avec des prisonniers allemands à Saint-Lambert-sur-Dives en France au cours de la Seconde Guerre mondiale le 19 août 1944

Dans la foulée de la Seconde Guerre mondiale, des éléments des Argyll and Sutherland Highlanders of Canada (Princess Louise's) furent mobilisés le 16 août 1939 et mis en service actif le 1er septembre suivant afin de fournir de la protection locale. Le 15 août 1940, ceux-ci devinrent un bataillon du service actif. Du 10 septembre 1941 au 20 mai 1943, il servit en Jamaïque afin de défendre le territoire. Le 21 juillet 1943, il partit pour la Grande-Bretagne et, le 26 juillet 1944, débarqua en France en tant que composante de la 10e Brigade d'infanterie canadienne au sein de la 4e Division blindée canadienne. Il combattit dans le Nord-Ouest de l'Europe jusqu'à la fin du conflit. Il fut officiellement dissous le 15 février 1946.

## Lignée
| Nom                                                                                          | Date               |
| -------------------------------------------------------------------------------------------- | ------------------ |
| 91st "Highlanders"                                                                           | 1er septembre 1903 |
| 91st Regiment Canadian Highlanders                                                           | 2 juillet 1904     |
| The Argyll and Sutherland Highlanders of Canada                                              | 1er mai 1920       |
| Princess Louise's (Argyll and Sutherland Highlanders) of Canada                              | 15 octobre 1920    |
| The Argyll and Sutherland Highlanders of Canada (Princess Louise's)                          | 15 juin 1927       |
| The Argyll and Sutherland Highlanders of Canada (Princess Louise's) (Machine Gun)            | 15 décembre 1936   |
| 2nd (Reserve) Battalion, The Argyll and Sutherland Highlanders of Canada (Princess Louise's) | 7 novembre 1940    |
| The Argyll and Sutherland Highlanders of Canada (Princess Louise's)                          | 15 février 1946    |

## Liste des commandants

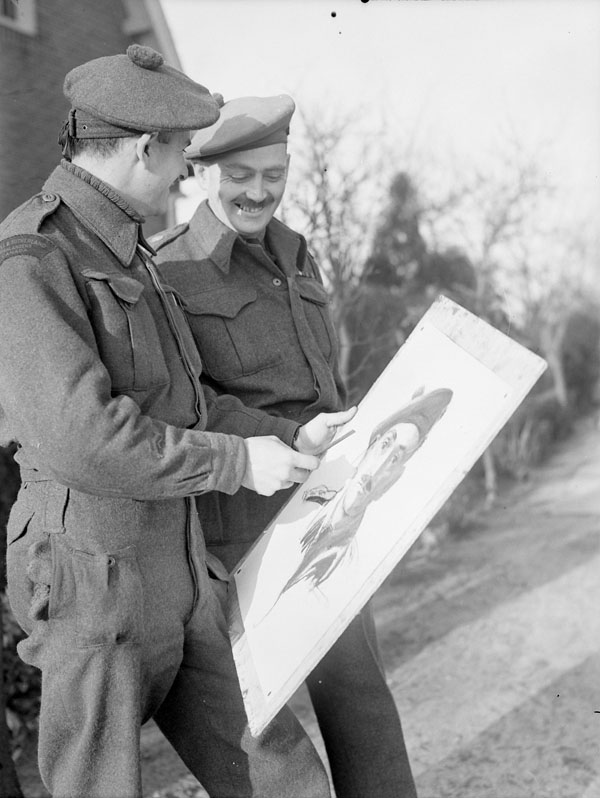
Un soldat montrant au lieutenant-colonel J.D. Stewart un portrait de lui qu'il dessine

| Nom                                                           | Dates                                  |
| ------------------------------------------------------------- | -------------------------------------- |
| Lieutenant-colonel (plus tard major-général) W.A. Logie       | 16 septembre 1903 - 1er janvier 1909   |
| Lieutenant-colonel W.H. Bruce                                 | 1er janvier 1909 - 2 avril 1912        |
| Lieutenant-colonel J.I. MacLaren                              | 2 avril 1912 - 6 novembre 1914         |
| Lieutenant-colonel W.H. Bruce                                 | 6 novembre 1914 - 30 août 1915         |
| Lieutenant-colonel W.W. Stewart                               | 30 août 1915 - 21 décembre 1915        |
| Lieutenant-colonel E.M. Dalley                                | 21 décembre 1915 - 1er novembre 1919   |
| Lieutenant-colonel J.H. Roberts                               | 1er novembre 1919 - 1er novembre 1922  |
| Lieutenant-colonel W.H. Seymour                               | 1er novembre 1922 - 21 mars 1924       |
| Lieutenant-colonel H.C. Hatch                                 | 21 mars 1924 - 22 février 1926         |
| Lieutenant-colonel H.D. Fearman                               | 22 février 1926 - 14 décembre 1928     |
| Lieutenant-colonel E.G. MacKay                                | 14 décembre 1928 - 2 janvier 1932      |
| Lieutenant-colonel F.L. Henderson                             | 2 janvier 1932 - 1er octobre 1934      |
| Lieutenant-colonel J.H. Vincent                               | 1er octobre 1934 - 1er octobre 1938    |
| Lieutenant-colonel T.W. Greenfield                            | 1er octobre 1938 - 25 mars 1941        |
| Lieutenant-colonel H.D. Fearmson                              | 25 mars 1941 - 3 mars 1946             |
| Lieutenant-colonel A.E.D. Bliss                               | 3 mars 1946 - 27 octobre 1949          |
| Lieutenant-colonel J.A. Farmer                                | 27 octobre 1949 - 22 janvier 1953      |
| Lieutenant-colonel J.E. Farnan                                | 22 janvier 1953 - 20 novembre 1957     |
| Lieutenant-colonel P.J. Stephen                               | 20 novembre 1957 - 15 mars 1962        |
| Lieutenant-colonel (plus tard brigadier-général) H.D. Fearman | 15 mars 1962 - 1er décembre 1964       |
| Lieutenant-colonel J.A. Bliss                                 | 1er décembre 1964 - 1er septembre 1966 |
| Lieutenant-colonel C.J.P. MacKay                              | 1er décembre 1966 - 1er septembre 1969 |
| Lieutenant-colonel J.A. Ramesbottom                           | 1er septembre 1969 - 20 août 1972      |
| Lieutenant-colonel T.J. Stokes                                | 20 août 1972 - 16 février 1975         |
| Lieutenant-colonel (plus tard colonel) R.G. Darling           | 16 février 1975 - 12 juin 1977         |
| Lieutenant-colonel A. Percy                                   | 12 juin 1977 - 14 septembre 1980       |
| Lieutenant-colonel (plus tard colonel) J.G. Ruddle            | 14 septembre 1980 - 21 septembre 1983  |
| Lieutenant-colonel J.F. Dinsmore                              | 21 septembre 1983 - 29 septembre 1986  |
| Lieutenant-colonel T.G. Roden                                 | 29 septembre 1986 - 15 mars 1989       |
| Lieutenant-colonel T.W. Artt                                  | 15 mars 1989 - 26 septembre 1991       |
| Lieutenant-colonel R.D. Kennedy                               | 29 septembre 1991 - 25 septembre 1994  |
| Lieutenant-colonel P.P. Garrick                               | 25 septembre 1994 - 15 octobre 1997    |
| Lieutenant-colonel R.D. Kennedy                               | 15 octobre 1997 - 24 septembre 2000    |
| Lieutenant-colonel (plus tard colonel) R.G. Elms              | 24 septembre 2000 - 7 juin 2003        |
| Lieutenant-colonel T.E. Compton                               | 7 juin 2003 - 4 juin 2006              |
| Lieutenant-colonel M. Sellars                                 | 4 juin 2006 - 31 mai 2009              |
| Lieutenant-colonel G.W. Sexton                                | 31 mai 2009 - 3 juin 2012              |
| Lieutenant-colonel L.W. Hartfield                             | 3 juin 2012 - 31 mai 2015              |
| Lieutenant-colonel P.M.R. St. Denis                           | 31 mai 2015 -                          |

| Nom                                | Dates                             |
| ---------------------------------- | --------------------------------- |
| Lieutenant-colonel T.M. Greenfield | 16 juin 1940 - 19 août 1941       |
| Lieutenant-colonel I.M.R. Sinclair | 19 août 1941 - 10 juillet 1942    |
| Major A.J. Hay                     | 10 juillet 1942 - 23 octobre 1943 |
| Lieutenant-colonel J.D. Stewart    | 23 octobre 1943 - 30 janvier 1945 |
| Lieutenant-colonel F.E. Wigle      | 30 janvier 1945 - 14 avril 1945   |
| Lieutenant-colonel A.F. Coffin     | 17 avril 1945 - 3 mars 1946       |

## Perpétuations

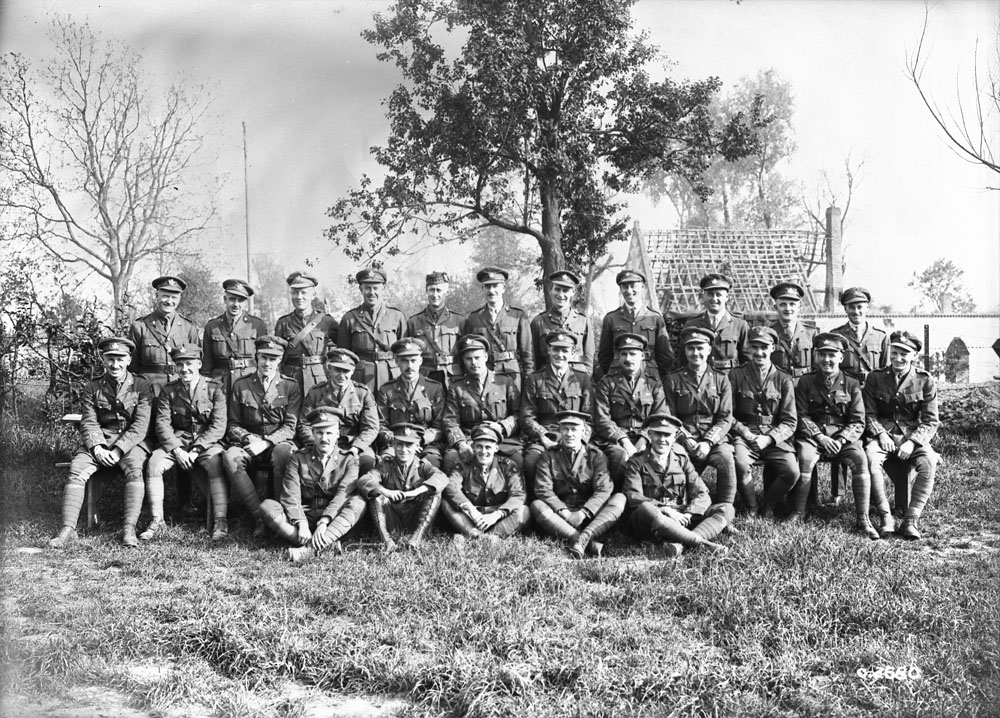
Officiers du 19e Bataillon du Corps expéditionnaire canadien de la Première Guerre mondiale en mai 1918

En plus de leur propre histoire, The Argyll and Sutherland Highlanders of Canada (Princess Louise's) perpétuent l'héritage de deux bataillons du Corps expéditionnaire canadien (CEC) de la Première Guerre mondiale : les 19e et 173e Bataillon « outre-mer », CEC. L'héritage du 3e Bataillon de mitrailleuses du Corps de mitrailleuses canadien avec lequel le régiment fusionna en 1936 est également perpétué par les Argyll and Sutherland Highlanders of Canada (Princess Louise's).
Le 19e Bataillon, CEC fut créé le 7 novembre 1914. Sa zone de recrutement incluait Hamilton, Toronto et d'autres communautés du Sud de l'Ontario. Le 13 mai 1915, il s'embarqua pour la Grande-Bretagne et, le 15 septembre de la même année, il débarqua en France. Il combattit sur le front de l'Ouest au sein de la 4e Brigade d'infanterie canadienne de la 2e Division canadienne jusqu'à la fin du conflit. Il fut officiellement dissous le 15 septembre 1920,.
De son côté, le 173e Bataillon « outre-mer », CEC a été créé le 15 juillet 1916 et partit pour la Grande-Bretagne le 14 novembre de la même année. Il servit à fournir des renforts aux troupes canadiennes au front. Le 4 janvier 1917, le reste de son personnel fut transféré au 2e Bataillon de réserve, CEC. Il fut officiellement dissous le 1er septembre 1917.
Le 3e Bataillon de mitrailleuses du Corps de mitrailleuses canadien du Corps expéditionnaire canadien a vu le jour le 23 mars 1918 en France. Il combattit au sein de la 3e Division canadienne jusqu'à la fin du conflit. Il fut officiellement dissous le 15 novembre 1920.

## Honneurs de bataille

Drapeau consacré des Argyll and Sutherland Highlanders of Canada (Princess Louise's)

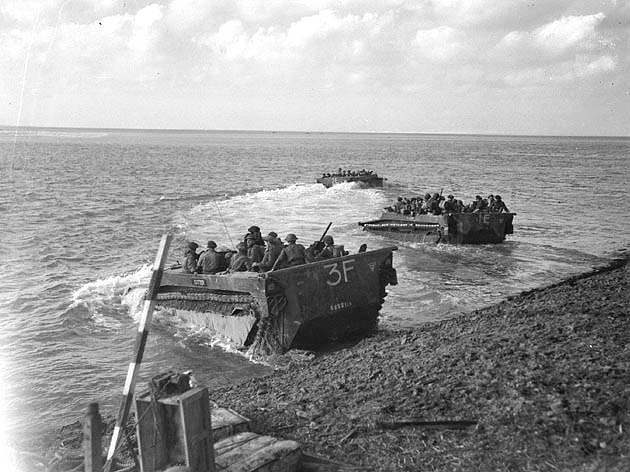
Des véhicules amphibies transportant des troupes canadiennes lors de la bataille de l'Escaut de la Seconde Guerre mondiale

Les honneurs de bataille sont le droit donné par la Couronne au régiment d'apposer sur ses couleurs les noms des batailles ou des conflits dans lesquels il s'est illustré.
| Première Guerre mondiale | Première Guerre mondiale          |
| ------------------------ | --------------------------------- |
| Mont-Sorrel              | Somme, 1916, '18                  |
| Flers-Courcelette        | Thiepval                          |
| Crête d'Ancre            | Arras, 1917, '18                  |
| Vimy, 1917               | Côte 70                           |
| Ypres, 1917              | Passchendaele                     |
| Amiens                   | Scarpe, 1918                      |
| Drocourt-Quéant (en)     | Ligne Hindenburg                  |
| Canal du Nord            | Cambrai, 1918                     |
| Poursuite vers mons      | France et Flandres, 1915-18       |
| Seconde Guerre mondiale  |                                   |
| Falaise                  | Route de Falaise                  |
| Saint-Lambert-sur-Dives  | La Seine, 1944                    |
| Moerbrugge               | L'Escaut                          |
| Poche de Breskens        | La Basse-Meuse                    |
| Kapelsche Veer           | La Rhénanie                       |
| La Hochwald              | Veen                              |
| Friesoythe               | Canal Küsten                      |
| Bad Swischenahn          | Nord-Ouest de l'Europe, 1944-1945 |
| Guerre d'Afghanistan     |                                   |
| Afghanistan              |                                   |

## Traditions et patrimoine

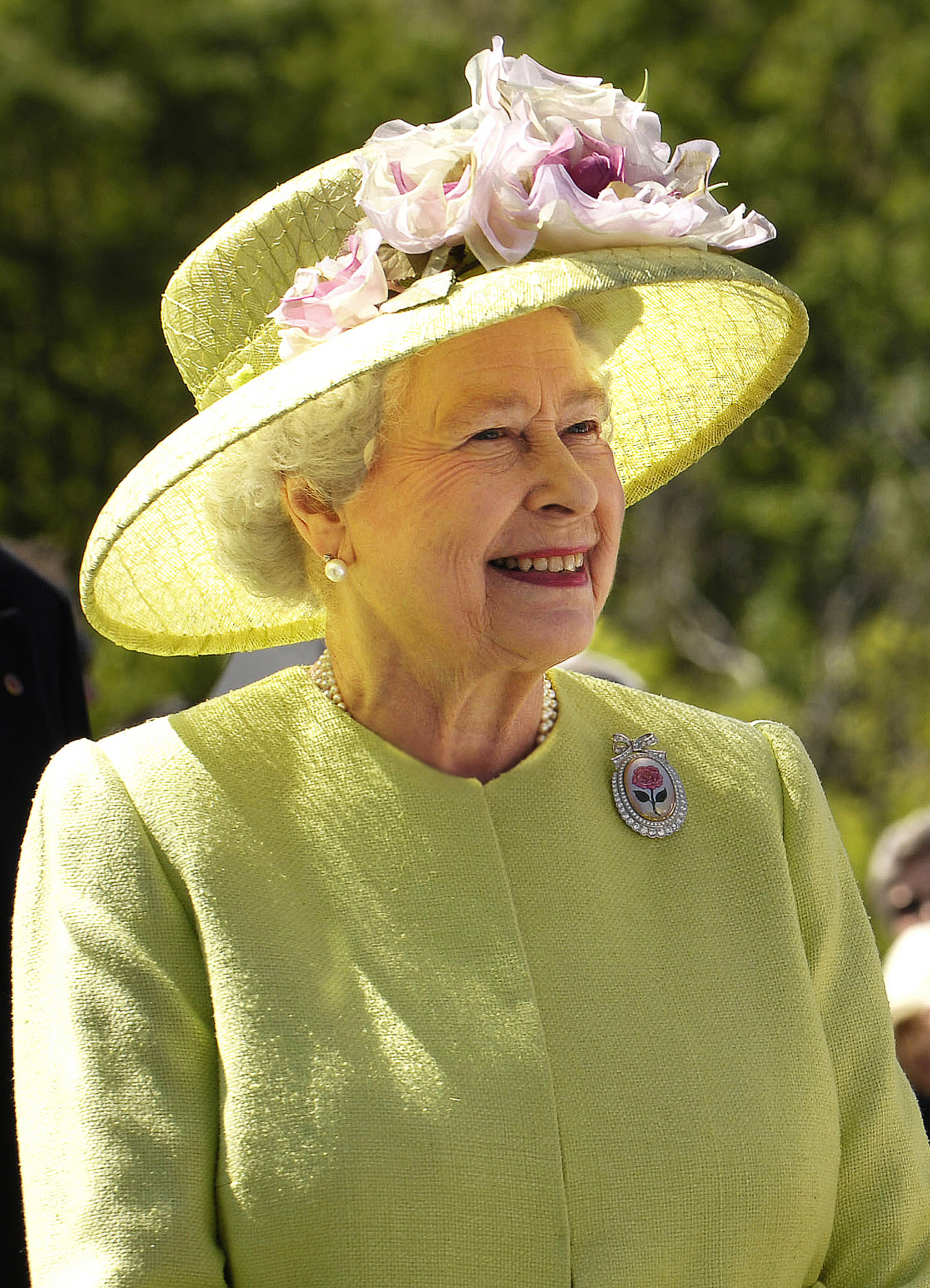
Sa Majesté la reine du Canada Élisabeth II, colonel en chef des Argyll and Sutherland Highlanders of Canada (Princess Louise's)

Drapeau de camp des Argyll and Sutherland Highlanders of Canada (Princess Louise's)

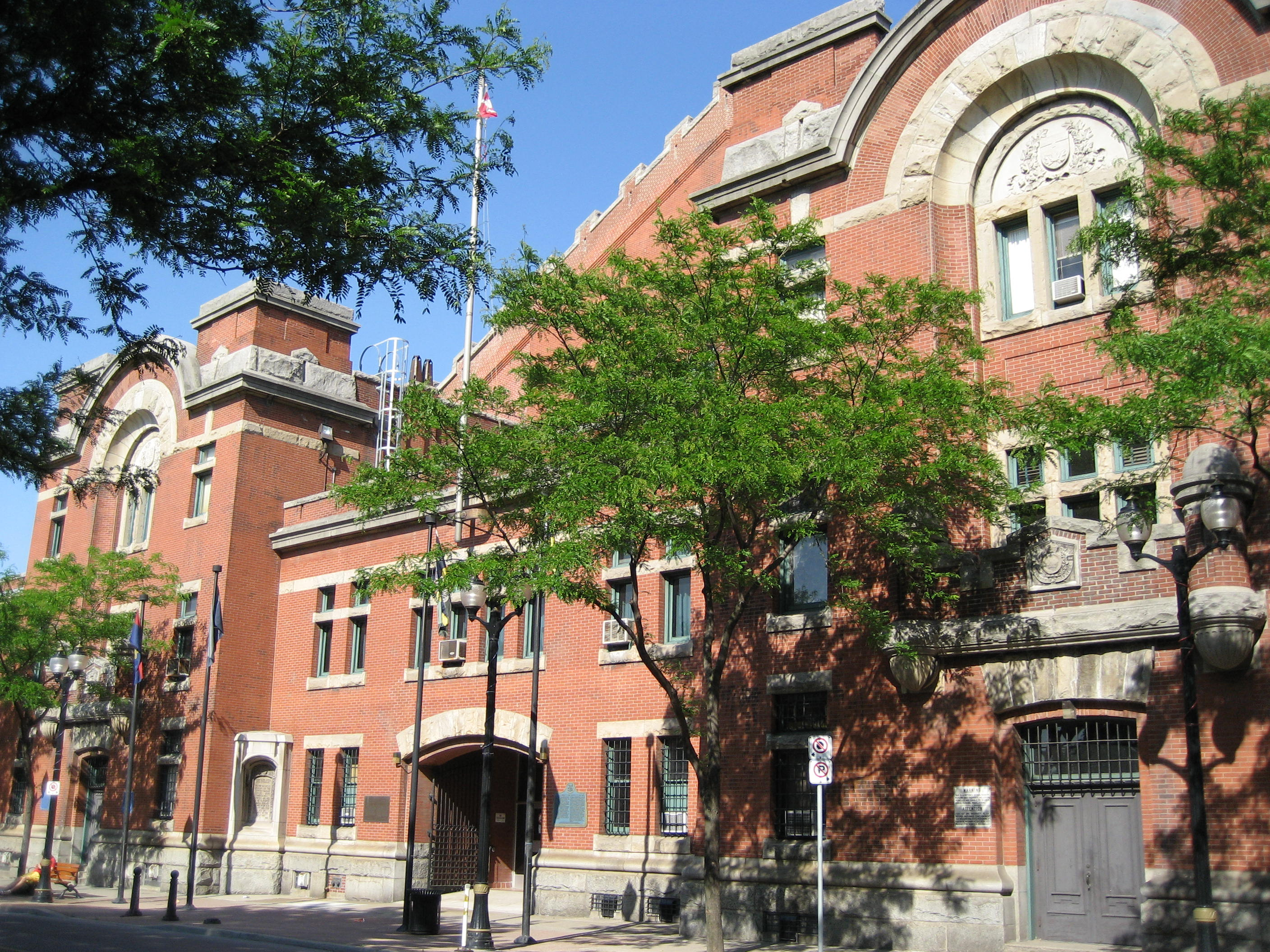
Le manège militaire de John Weir Foote

Les traditions et les symboles des Argyll and Sutherland Highlanders of Canada (Princess Louise's) sont les éléments essentiels à l'identité régimentaire. Le symbole le plus important est l'insigne du régiment qui est composé d'un masque de léopard environné d'une guirlande de chardons et entouré d'un listel portant les inscriptions « Argyll and Sutherland » et « Canada » accompagné, en pointe, de deux listels portant les inscriptions « Albainn » et « Gu-Brath » et, en chef, la couronne royale. « Albainn Gu-Brath » est le devise du régiment qui signifie « Vive l'Écosse ». La tête de léopoard est un symbole repris du cimir du lieutenant-colonel William Alexander Logie, le premier commandant du régiment.
Un autre élément important de l'identité d'un régiment est sa marche régimentaire. Celle des Argyll and Sutherland Highlanders of Canada (Princess Louise's) est The Campbells are Coming.
Outre sa structure opérationnelle, le régiment possède une gouvernance cérémonielle. La position la plus importante de cette gouvernance est celle de colonel en chef. Historiquement, le colonel en chef d'un régiment était son mécène, souvent royal. Le colonel en chef des Argyll and Sutherland Highlanders of Canada (Princess Louise's) est Sa Majesté, la reine Élisabeth II.
The Argyll and Sutherland Highlanders of Canada (Princess Louise's) sont jumelés avec The Royal Regiment of Scotland, un régiment de la British Army.
The Argyll and Sutherland Highlanders of Canada (Princess Louise's) sont stationnés dans le manège militaire de John Weir Foote à Hamilton en Ontario, un édifice reconnu en tant que lieu historique national du Canada depuis 1986. Il a été construit de 1888 à 1908,.